# Sibutramina
A sibutramina é um fármaco utilizado no tratamento da obesidade, com mecanismo de ação diferente da d-fenfluramina e d-anfetamina (Heal et al., 1998).
No Brasil, pode ser encontrada nas dosagens 10 mg (equivalente a 8,37 mg de sibutramina) e 15 mg (equivalente a 12,55 mg de sibutramina), sendo vendida mediante prescrição médica e retenção de receita. Em março de 2010 a Anvisa mudou a classificação da sibutramina da lista C1 (receita branca não numerada) para a lista B2 (psicotrópico anorexígeno), o medicamento agora terá tarja preta  e será vendido sob receituário azul numerado. Em julho de 2010 a Diretoria Colegiada da Anvisa aumentou para 60 dias o prazo de validade da prescrição do medicamento, antes era de 30 dias, além de reduzir a quantidade de dosagem máxima diária para 15 mg. Em outubro de 2011 a Anvisa publicou no Diário Oficial novas regras para o emagrecedor: as prescrições deverão ser também acompanhadas de um termo de responsabilidade entre o médico e o paciente em três vias, sendo uma para ser arquivada no prontuário do paciente, outra na farmácia que dispensar e outra com o paciente.
A sibutramina pode ser encontrada sob duas formas, sal anidro e cloridrato monoidratado de sibutramina, sendo que a sibutramina anidra A não possui estudos clínicos de eficácia e segurança e tem origem desconhecida; portanto, a ANVISA (Agência Nacional de Vigilância Sanitária) proíbe a sua importação no Brasil.
Seu mecanismo de ação justifica a inclusão da sibutramina na categoria dos medicamentos inibidores seletivos da recaptação da serotonina e norepinefrina. Desta forma, a sibutramina se diferencia claramente das outras categorias de agentes capazes de reduzir peso.

## História
Foi desenvolvido inicialmente como antidepressivo no final de 1980. Nos ensaios clínicos foi verificado que o medicamento reduzia o apetite. Então, sob o nome Meridia®, foi comercializado nos EUA e Alemanha. Em 1999, ganhou o nome de Reductil®.
Em 2010, a EMEA (European Medicines Agency) recomendou a suspensão da venda de sibutramina, devido ao aumento do risco de acidentes cardiovasculares. A comercialização da sibutramina também foi interrompida em vários outros países, como Austrália, Canadá, Hong Kong, Nova Zelândia e Estados Unidos.

## Mecanismo de ação
Apresenta uma dupla maneira de reduzir o peso: a sibutramina reduz a vontade de comer promovendo o aumento da saciedade; previne a redução do gasto energético que acompanha a perda de peso. Para produzir resultados positivos a administração do medicamento deve ser acompanhada de dieta e atividade física.
O cloridrato monoidratado de sibutramina é um agente antiobesidade que exerce primariamente suas ações terapêuticas por meio de seus metabólitos ativos, mono-desmetil M(1) e di-desmetil M(2), por bloquear de maneira efetiva a recaptação da serotonina  (5-hidroxitriptamina, 5-HT), norepinefrina, e dopamina. A droga e seus metabólitos se ligam fracamente aos receptores de serotonina 5-HT1, 5-HT1A, 5-HT1B, 5-HT2A e 5-HT2C, dopamina D1 e D2, norepinefrina (beta, beta1, beta3, alfa1 e alfa2), benzodiazepina e glutamato (N-metil-D-aspartato (NMDA). Não possui qualquer atividade anticolinérgica ou anti-histaminérgica e não estimula a liberação de serotonina, norepinefrina ou dopamina.

## Doses usuais
As doses usuais de sibutramina que estão sendo utilizadas são de 10 mg/dia ou 15 mg/dia. Alguns estudos indicam que pacientes que receberam 10 mg/dia sentiam fome durante a noite. Assim, o médico faz uma avaliação do tratamento para decidir a dose que o paciente deve receber (iniciando com uma dose de 10 mg) ou se irá descontinuá-lo, de acordo com a perda de peso durante o tratamento.

## Indicações
Sibutramina é indicado para redução do peso, no tratamento da obesidade, e deve ser usado em conjunto com dieta e exercícios, como parte de um programa de controle de peso, desde que a orientação alimentar e a atividade física não sejam suficientes para atingir o objetivo clínico.
É indicada em pacientes com IMC maior ou igual a 30 kg/m2, ou maior ou igual a 27 kg/m2 associado a algum fator de risco como hipertensão.

## Contraindicações
A sibutramina não deve ser prescrita nas seguintes condições:
- Hipersensibilidade conhecida a esta substância ou a qualquer outro componente da fórmula;
- Bebidas alcoólicas[1]
- Antecedentes de anorexia nervosa ou bulimia;[1]
- Conhecimento ou suspeita de gravidez;[1]
- Durante a lactação.[1]
- Pacientes que fazem uso de IMAO.[1]
- Pacientes hipertensos sem sucesso no controle medicamentoso.
- Obesidade ligada à existência, ou antecedentes pessoais, de doenças cardio e cerebrovasculares;[13]
- Diabetes mellitus tipo 2, com sobrepeso ou obesidade e ligada a mais um fator de risco para o desenvolvimento de doenças cardiovasculares.[13]

## Efeitos adversos
Em estudos clínicos foram observados os seguintes efeitos adversos: aumento de pressão, taquicardia, palpitações, vasodilatação, constipação, xerostomia, dor de cabeça, insônia, parestesia, lombalgia, náusea, dispepsia, sudorese, alteração do paladar, dismenorréia, alterações visuais (moscas volantes). Houve um número significativamente maior de casos de infecção de ouvido, sinusite e resfriado comum entre pacientes usuários do medicamento em relação a usuários de placebo.
Há um relato de que a sibutramina ao ser utilizada em conjunto com a finasterida (droga para tratamento de calvície e câncer de próstata) desencadeou um surto psicótico num adulto de 30 anos, que estava tendo êxito no tratamento contra a obesidade.